# 贡萨洛·科尔多瓦

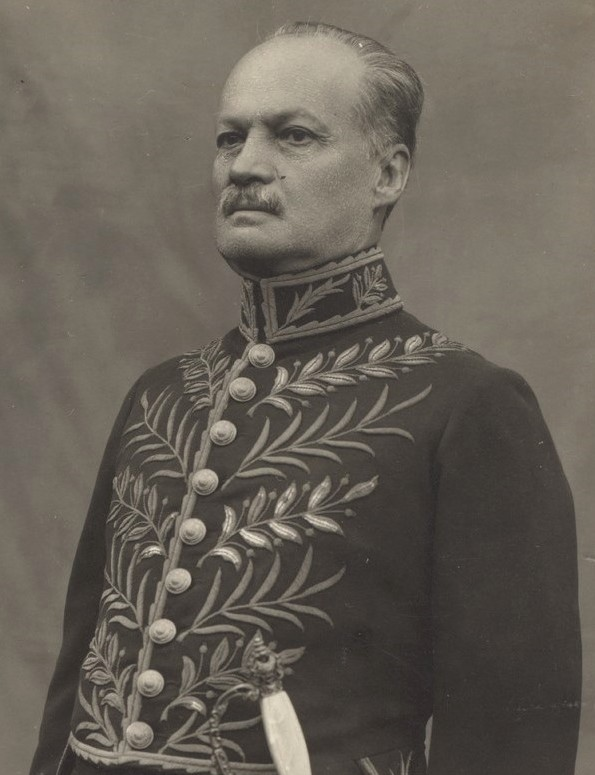

贡萨洛·塞甘多·科尔多瓦-里韦拉（西班牙語：Gonzalo Segundo Córdova y Rivera，1863年—1928年）厄瓜多尔总统（1924-1925）。像他在自由党的前任，他被视为一个" la argolla " ("the ring")的棋子，他代表沿海农业和银行财阀的利益，由Francisco Urbina Jado为首的瓜亚基尔商业和农业银行。
民众骚乱，加上持续的经济危机和总统体弱多病，在1925年7月一场不流血政变推翻了科尔多瓦政府。与以往不同，在厄瓜多尔的政变中，1925年政变中的名字是一个集体的组合，年轻军官的联盟，而非某个无名。
| 前任： 何塞·路易斯·塔馬約 | 厄瓜多尔总统 1924年—1925年 | 繼任： 路易斯·特尔莫·帕斯·伊·米尼奥 |